# Tom Finney
Sir Tom Finney (Preston, 5 aprile 1922 – Preston, 14 febbraio 2014) è stato un calciatore inglese, di ruolo attaccante.

## Biografia
Nato e cresciuto a Preston, da sempre tifoso dei Lilywhites, è considerato il più forte calciatore del Preston North End di tutti i tempi, nonché uno dei più forti giocatori inglesi secondo la Football Association. A lui è dedicata la strada in cui è collocato lo stadio del Preston.
È stato nominato "Sir" dalla regina Elisabetta II.
Attaccatissimo alla sua città, è morto il 14 febbraio 2014 all'età di 91 anni.

## Carriera

### Club
Nella sua carriera ha militato sempre nel Preston North End, squadra con la quale vinse tra l'altro la Second Division 1950-1951, riportando il club in massima serie. Con il club totalizzò 433 presenze, mettendo a segno 187 reti. Nel 1963, dopo essersi ritirato nel 1960, fece il suo esordio nella Coppa Campioni. L'onore glielo diede il Distillery squadra nord-irlandese che grazie al titolo vinto la stagione prima, partecipò per la prima (ed ultima volta) al torneo. Finney accettò di ritornare al calcio giocato per una sola partita, ovvero la gara d'andata tra Distillery e Benfica. Gara che si gioco al Windsor Park, con i nord-irlandesi che riuscirono nell'impresa di pareggiare 3-3 con Finney grande protagonista.

### Nazionale
Ha esordito in nazionale il 28 settembre 1946 contro l'Irlanda del Nord, in un incontro valido per il Torneo Interbritannico 1947; in quell'occasione mise a segno la sua prima rete. Nell'amichevole del 14 maggio 1950 contro il Portogallo mise a segno addirittura un poker di reti.
Nella sua carriera in nazionale totalizzò 76 presenze, mettendo a segno 30 reti.

## Statistiche

### Cronologia presenze e reti in nazionale
| Cronologia completa delle presenze e delle reti in nazionale ― Inghilterra | Cronologia completa delle presenze e delle reti in nazionale ― Inghilterra | Cronologia completa delle presenze e delle reti in nazionale ― Inghilterra | Cronologia completa delle presenze e delle reti in nazionale ― Inghilterra | Cronologia completa delle presenze e delle reti in nazionale ― Inghilterra | Cronologia completa delle presenze e delle reti in nazionale ― Inghilterra | Cronologia completa delle presenze e delle reti in nazionale ― Inghilterra | Cronologia completa delle presenze e delle reti in nazionale ― Inghilterra |
| Data                                                                       | Città                                                                      | In casa                                                                    | Risultato                                                                  | Ospiti                                                                     | Competizione                                                               | Reti                                                                       | Note                                                                       |
| -------------------------------------------------------------------------- | -------------------------------------------------------------------------- | -------------------------------------------------------------------------- | -------------------------------------------------------------------------- | -------------------------------------------------------------------------- | -------------------------------------------------------------------------- | -------------------------------------------------------------------------- | -------------------------------------------------------------------------- |
| 28-9-1946                                                                  | Belfast                                                                    | Irlanda del Nord                                                           | 2 – 7                                                                      | Inghilterra                                                                | Torneo Interbritannico 1946                                                | 1                                                                          |                                                                            |
| 30-9-1946                                                                  | Dublino                                                                    | Irlanda                                                                    | 0 – 1                                                                      | Inghilterra                                                                | Amichevole                                                                 | 1                                                                          |                                                                            |
| 13-11-1946                                                                 | Manchester                                                                 | Inghilterra                                                                | 3 – 0                                                                      | Galles                                                                     | Torneo Interbritannico 1946                                                | -                                                                          |                                                                            |
| 27-11-1946                                                                 | Huddersfield                                                               | Inghilterra                                                                | 8 – 2                                                                      | Paesi Bassi                                                                | Amichevole                                                                 | 1                                                                          |                                                                            |
| 3-5-1947                                                                   | Londra                                                                     | Inghilterra                                                                | 3 – 0                                                                      | Francia                                                                    | Amichevole                                                                 | 1                                                                          |                                                                            |
| 25-5-1947                                                                  | Oeiras                                                                     | Portogallo                                                                 | 0 – 10                                                                     | Inghilterra                                                                | Amichevole                                                                 | 1                                                                          |                                                                            |
| 21-9-1947                                                                  | Bruxelles                                                                  | Belgio                                                                     | 2 – 5                                                                      | Inghilterra                                                                | Amichevole                                                                 | 2                                                                          |                                                                            |
| 18-10-1947                                                                 | Cardiff                                                                    | Galles                                                                     | 0 – 3                                                                      | Inghilterra                                                                | Torneo Interbritannico 1947                                                | 1                                                                          |                                                                            |
| 5-11-1947                                                                  | Liverpool                                                                  | Inghilterra                                                                | 2 – 2                                                                      | Irlanda del Nord                                                           | Torneo Interbritannico 1947                                                | -                                                                          |                                                                            |
| 19-11-1947                                                                 | Londra                                                                     | Inghilterra                                                                | 4 – 2                                                                      | Svezia                                                                     | Amichevole                                                                 | -                                                                          |                                                                            |
| 10-4-1948                                                                  | Glasgow                                                                    | Scozia                                                                     | 0 – 2                                                                      | Inghilterra                                                                | Torneo Interbritannico 1947                                                | 1                                                                          |                                                                            |
| 16-5-1948                                                                  | Torino                                                                     | Italia                                                                     | 0 – 4                                                                      | Inghilterra                                                                | Amichevole                                                                 | 2                                                                          |                                                                            |
| 9-10-1948                                                                  | Belfast                                                                    | Irlanda del Nord                                                           | 2 – 6                                                                      | Inghilterra                                                                | Torneo Interbritannico 1948                                                | -                                                                          |                                                                            |
| 10-11-1948                                                                 | Birmingham                                                                 | Inghilterra                                                                | 1 – 0                                                                      | Galles                                                                     | Torneo Interbritannico 1948                                                | 1                                                                          |                                                                            |
| 9-4-1949                                                                   | Londra                                                                     | Inghilterra                                                                | 1 – 3                                                                      | Scozia                                                                     | Torneo Interbritannico 1949                                                | -                                                                          |                                                                            |
| 13-5-1949                                                                  | Solna                                                                      | Svezia                                                                     | 3 – 1                                                                      | Inghilterra                                                                | Amichevole                                                                 | 1                                                                          |                                                                            |
| 18-5-1949                                                                  | Oslo                                                                       | Norvegia                                                                   | 1 – 4                                                                      | Inghilterra                                                                | Amichevole                                                                 | 1                                                                          |                                                                            |
| 22-5-1949                                                                  | Colombes                                                                   | Francia                                                                    | 1 – 3                                                                      | Inghilterra                                                                | Amichevole                                                                 | -                                                                          |                                                                            |
| 21-9-1949                                                                  | Liverpool                                                                  | Inghilterra                                                                | 0 – 2                                                                      | Irlanda                                                                    | Amichevole                                                                 | -                                                                          |                                                                            |
| 15-10-1949                                                                 | Cardiff                                                                    | Galles                                                                     | 1 – 4                                                                      | Inghilterra                                                                | Qual. Mondiali 1950                                                        | -                                                                          |                                                                            |
| 16-11-1949                                                                 | Manchester                                                                 | Inghilterra                                                                | 9 – 2                                                                      | Irlanda del Nord                                                           | Qual. Mondiali 1950                                                        | -                                                                          |                                                                            |
| 30-11-1949                                                                 | Londra                                                                     | Inghilterra                                                                | 2 – 0                                                                      | Italia                                                                     | Amichevole                                                                 | -                                                                          |                                                                            |
| 15-4-1950                                                                  | Glasgow                                                                    | Scozia                                                                     | 0 – 1                                                                      | Inghilterra                                                                | Qual. Mondiali 1950                                                        | -                                                                          |                                                                            |
| 14-5-1950                                                                  | Oeiras                                                                     | Portogallo                                                                 | 3 – 5                                                                      | Inghilterra                                                                | Amichevole                                                                 | 4                                                                          |                                                                            |
| 18-5-1950                                                                  | Bruxelles                                                                  | Belgio                                                                     | 1 – 4                                                                      | Inghilterra                                                                | Amichevole                                                                 | -                                                                          |                                                                            |
| 25-6-1950                                                                  | Rio de Janeiro                                                             | Cile                                                                       | 0 – 2                                                                      | Inghilterra                                                                | Mondiali 1950 - 1º turno                                                   | -                                                                          |                                                                            |
| 29-6-1950                                                                  | Belo Horizonte                                                             | Stati Uniti                                                                | 1 – 0                                                                      | Inghilterra                                                                | Mondiali 1950 - 1º turno                                                   | -                                                                          |                                                                            |
| 2-7-1950                                                                   | Rio de Janeiro                                                             | Inghilterra                                                                | 0 – 1                                                                      | Spagna                                                                     | Mondiali 1950 - 1º turno                                                   | -                                                                          |                                                                            |
| 15-11-1950                                                                 | Sunderland                                                                 | Inghilterra                                                                | 4 – 2                                                                      | Galles                                                                     | Torneo Interbritannico 1950                                                | -                                                                          |                                                                            |
| 14-4-1951                                                                  | Londra                                                                     | Inghilterra                                                                | 2 – 3                                                                      | Scozia                                                                     | Torneo Interbritannico 1950                                                | 1                                                                          |                                                                            |
| 9-5-1951                                                                   | Londra                                                                     | Inghilterra                                                                | 2 – 1                                                                      | Argentina                                                                  | Amichevole                                                                 | -                                                                          |                                                                            |
| 19-5-1951                                                                  | Liverpool                                                                  | Inghilterra                                                                | 5 – 2                                                                      | Portogallo                                                                 | Amichevole                                                                 | 1                                                                          |                                                                            |
| 3-10-1951                                                                  | Londra                                                                     | Inghilterra                                                                | 2 – 2                                                                      | Francia                                                                    | Amichevole                                                                 | -                                                                          |                                                                            |
| 20-10-1951                                                                 | Cardiff                                                                    | Galles                                                                     | 1 – 1                                                                      | Inghilterra                                                                | Torneo Interbritannico 1951                                                | -                                                                          |                                                                            |
| 14-11-1951                                                                 | Birmingham                                                                 | Inghilterra                                                                | 2 – 0                                                                      | Irlanda del Nord                                                           | Torneo Interbritannico 1951                                                | -                                                                          |                                                                            |
| 5-4-1952                                                                   | Glasgow                                                                    | Scozia                                                                     | 1 – 2                                                                      | Inghilterra                                                                | Torneo Interbritannico 1951                                                | -                                                                          |                                                                            |
| 18-5-1952                                                                  | Firenze                                                                    | Italia                                                                     | 1 – 1                                                                      | Inghilterra                                                                | Amichevole                                                                 | -                                                                          |                                                                            |
| 25-5-1952                                                                  | Vienna                                                                     | Austria                                                                    | 2 – 3                                                                      | Inghilterra                                                                | Amichevole                                                                 | -                                                                          |                                                                            |
| 28-5-1952                                                                  | Zurigo                                                                     | Svizzera                                                                   | 0 – 3                                                                      | Inghilterra                                                                | Amichevole                                                                 | -                                                                          |                                                                            |
| 4-10-1952                                                                  | Belfast                                                                    | Irlanda del Nord                                                           | 2 – 2                                                                      | Inghilterra                                                                | Torneo Interbritannico 1952                                                | -                                                                          |                                                                            |
| 12-11-1952                                                                 | Londra                                                                     | Inghilterra                                                                | 5 – 2                                                                      | Galles                                                                     | Torneo Interbritannico 1952                                                | 1                                                                          |                                                                            |
| 26-11-1952                                                                 | Londra                                                                     | Inghilterra                                                                | 5 – 0                                                                      | Belgio                                                                     | Amichevole                                                                 | -                                                                          |                                                                            |
| 18-4-1953                                                                  | Londra                                                                     | Inghilterra                                                                | 2 – 2                                                                      | Scozia                                                                     | Torneo Interbritannico 1952                                                | -                                                                          |                                                                            |
| 17-5-1953                                                                  | Buenos Aires                                                               | Argentina                                                                  | 0 – 0                                                                      | Inghilterra                                                                | Amichevole                                                                 | -                                                                          |                                                                            |
| 24-5-1953                                                                  | Ñuñoa                                                                      | Cile                                                                       | 1 – 2                                                                      | Inghilterra                                                                | Amichevole                                                                 | -                                                                          |                                                                            |
| 31-5-1953                                                                  | Montevideo                                                                 | Uruguay                                                                    | 2 – 1                                                                      | Inghilterra                                                                | Amichevole                                                                 | -                                                                          |                                                                            |
| 8-6-1953                                                                   | New York                                                                   | Stati Uniti                                                                | 3 – 6                                                                      | Inghilterra                                                                | Amichevole                                                                 | 2                                                                          |                                                                            |
| 10-10-1953                                                                 | Cardiff                                                                    | Galles                                                                     | 1 – 4                                                                      | Inghilterra                                                                | Qual. Mondiali 1954                                                        | -                                                                          |                                                                            |
| 3-4-1954                                                                   | Glasgow                                                                    | Scozia                                                                     | 2 – 4                                                                      | Inghilterra                                                                | Qual. Mondiali 1954                                                        | -                                                                          |                                                                            |
| 16-5-1954                                                                  | Belgrado                                                                   | Jugoslavia                                                                 | 1 – 0                                                                      | Inghilterra                                                                | Amichevole                                                                 | -                                                                          |                                                                            |
| 23-5-1954                                                                  | Budapest                                                                   | Ungheria                                                                   | 7 – 1                                                                      | Inghilterra                                                                | Amichevole                                                                 | -                                                                          |                                                                            |
| 17-6-1954                                                                  | Basilea                                                                    | Belgio                                                                     | 4 – 4                                                                      | Inghilterra                                                                | Mondiali 1954 - 1º turno                                                   | -                                                                          |                                                                            |
| 20-6-1954                                                                  | Berna                                                                      | Svizzera                                                                   | 0 – 2                                                                      | Inghilterra                                                                | Mondiali 1954 - 1º turno                                                   | -                                                                          |                                                                            |
| 26-6-1954                                                                  | Basilea                                                                    | Inghilterra                                                                | 2 – 4                                                                      | Uruguay                                                                    | Mondiali 1954 - Quarti di finale                                           | 1                                                                          |                                                                            |
| 1-12-1954                                                                  | Londra                                                                     | Inghilterra                                                                | 3 – 1                                                                      | Germania Ovest                                                             | Amichevole                                                                 | -                                                                          |                                                                            |
| 2-10-1955                                                                  | Copenaghen                                                                 | Danimarca                                                                  | 1 – 5                                                                      | Inghilterra                                                                | Amichevole                                                                 | -                                                                          |                                                                            |
| 22-10-1955                                                                 | Cardiff                                                                    | Galles                                                                     | 2 – 1                                                                      | Inghilterra                                                                | Torneo Interbritannico 1955                                                | -                                                                          |                                                                            |
| 2-11-1955                                                                  | Londra                                                                     | Inghilterra                                                                | 3 – 0                                                                      | Irlanda del Nord                                                           | Torneo Interbritannico 1955                                                | 1                                                                          |                                                                            |
| 30-11-1955                                                                 | Londra                                                                     | Inghilterra                                                                | 4 – 1                                                                      | Spagna                                                                     | Amichevole                                                                 | 1                                                                          |                                                                            |
| 14-4-1956                                                                  | Glasgow                                                                    | Scozia                                                                     | 1 – 1                                                                      | Inghilterra                                                                | Torneo Interbritannico 1955                                                | -                                                                          |                                                                            |
| 14-11-1956                                                                 | Londra                                                                     | Inghilterra                                                                | 3 – 1                                                                      | Galles                                                                     | Torneo Interbritannico 1956                                                | 1                                                                          |                                                                            |
| 28-11-1956                                                                 | Londra                                                                     | Inghilterra                                                                | 3 – 0                                                                      | Jugoslavia                                                                 | Amichevole                                                                 | -                                                                          |                                                                            |
| 5-12-1956                                                                  | Wolverhampton                                                              | Inghilterra                                                                | 5 – 2                                                                      | Danimarca                                                                  | Qual. Mondiali 1958                                                        | -                                                                          |                                                                            |
| 6-4-1957                                                                   | Londra                                                                     | Inghilterra                                                                | 2 – 1                                                                      | Scozia                                                                     | Torneo Interbritannico 1956                                                | -                                                                          |                                                                            |
| 8-5-1957                                                                   | Londra                                                                     | Inghilterra                                                                | 5 – 1                                                                      | Irlanda                                                                    | Qual. Mondiali 1958                                                        | -                                                                          |                                                                            |
| 15-5-1957                                                                  | Copenaghen                                                                 | Danimarca                                                                  | 1 – 4                                                                      | Inghilterra                                                                | Qual. Mondiali 1958                                                        | -                                                                          |                                                                            |
| 19-5-1957                                                                  | Dublino                                                                    | Irlanda                                                                    | 1 – 1                                                                      | Inghilterra                                                                | Qual. Mondiali 1958                                                        | -                                                                          |                                                                            |
| 19-10-1957                                                                 | Cardiff                                                                    | Galles                                                                     | 0 – 4                                                                      | Inghilterra                                                                | Torneo Interbritannico 1957                                                | 1                                                                          |                                                                            |
| 27-11-1957                                                                 | Londra                                                                     | Inghilterra                                                                | 4 – 0                                                                      | Francia                                                                    | Amichevole                                                                 | -                                                                          |                                                                            |
| 19-4-1958                                                                  | Glasgow                                                                    | Scozia                                                                     | 0 – 4                                                                      | Inghilterra                                                                | Torneo Interbritannico 1957                                                | -                                                                          |                                                                            |
| 7-5-1958                                                                   | Londra                                                                     | Inghilterra                                                                | 2 – 1                                                                      | Portogallo                                                                 | Amichevole                                                                 | -                                                                          |                                                                            |
| 11-5-1958                                                                  | Belgrado                                                                   | Jugoslavia                                                                 | 5 – 0                                                                      | Inghilterra                                                                | Amichevole                                                                 | -                                                                          |                                                                            |
| 18-5-1958                                                                  | Mosca                                                                      | Unione Sovietica                                                           | 1 – 1                                                                      | Inghilterra                                                                | Amichevole                                                                 | -                                                                          |                                                                            |
| 8-6-1958                                                                   | Göteborg                                                                   | Inghilterra                                                                | 2 – 2                                                                      | Unione Sovietica                                                           | Mondiali 1958 - 1º turno                                                   | 1                                                                          |                                                                            |
| 4-10-1958                                                                  | Belfast                                                                    | Irlanda del Nord                                                           | 3 – 3                                                                      | Inghilterra                                                                | Torneo Interbritannico 1958                                                | 1                                                                          |                                                                            |
| 22-10-1958                                                                 | Londra                                                                     | Inghilterra                                                                | 5 – 0                                                                      | Unione Sovietica                                                           | Amichevole                                                                 | -                                                                          |                                                                            |
| Totale                                                                     |                                                                            | Presenze                                                                   | 76                                                                         |                                                                            | Reti (7º posto)                                                            | 30                                                                         |                                                                            |

## Palmarès

### Club
- Second Division

Preston North End: 1950-1951
- Community Shield: 1

Inghilterra: 1950

### Individuale
- Giocatore dell'anno della FWA: 2

1954, 1957